# Schwarzmeer-Wirtschaftskooperation
Die Schwarzmeer-Wirtschaftskooperation, SMWK (englisch Organisation of the Black Sea Economic Cooperation, BSEC) ist eine regionale Wirtschaftsorganisation.

## Hintergrund
Sie wurde am 25. Juni 1992 auf türkische Initiative in Istanbul gegründet. Ihr gehören die sechs Anrainerstaaten des Schwarzen Meeres sowie sechs weitere Staaten an. Die SMWK umschließt eine Bevölkerung von ca. 300 Millionen und eine Fläche von ca. 20 Millionen km².
Die Schwarzmeer-Wirtschaftskooperation will Frieden, Stabilität und Wohlstand in der Region durch wirtschaftliche Zusammenarbeit befördern. Zölle und nichttarifäre Hindernisse zwischen den Mitgliederstaaten sollen reduziert, die Grenzformalitäten harmonisiert werden. Die Staaten verpflichten sich, Investitionen sowie gemeinsame Bank- und Finanzvereinigungen mit dem Ziel einer regionalen Wertpapier-Börse zu fördern. Sie wollen außerdem in den Bereichen Umweltschutz, Transport, Energieversorgung und Telekommunikation, Wissenschaft, Technologie und Landwirtschaft zusammenarbeiten. Auch in Fragen der inneren Sicherheit, der Bekämpfung von Terrorismus und organisierter Kriminalität, wollen die Mitglieder der BSEC kooperieren.
Auf ihrer Sitzung in Istanbul im Jahr 2001 verabschiedete die BSEC deshalb eine Agenda (BSEC Economic Agenda for the Future: Towards a more consolidated, effective and viable BSEC partnership), die sich damit beschäftigt, wie die Kooperation konsolidiert, effizienter und lebensfähiger gestaltet werden kann.
2004 wurde in der bulgarischen Hafenstadt Burgas das Black Sea Border Coordination and Information Centre eröffnet. Das Zentrum sammelt Informationen über illegale Machenschaften im Schwarzmeerraum und fördert den Informationsaustausch der Küstenwachen der Anrainerstaaten.
2004 und 2007 traten nach jahrelangen Vorbereitungen folgende Staaten der EU bei bzw. wurden von der EU aufgenommen: 
- am 1. Mai 2004 Estland, Lettland, Litauen, Malta, Polen, Slowakei, Slowenien, Tschechien, Ungarn und Zypern (EU-Erweiterung 2004)
- am 1. Januar 2007 Bulgarien und Rumänien

2007 begann die EU eine neue europäische Nachbarschaftspolitik im Osten (Schwarzmeersynergie). 
Ein weiterer Schwerpunkt der Aktivitäten nach der Finanzkrise von 2009 ist die Förderung des Unternehmertums und insbesondere die Berichterstattung über die Entwicklung der kleinen und mittleren Unternehmen in der Region. Dazu besteht eine Zusammenarbeit mit Erenet, in deren Rahmen regelmäßig Workshops durchgeführt werden.
Im Laufe der Jahre stellte sich heraus, dass die Interessen der Mitgliedsstaaten sehr heterogen waren. Die Effizienz der Wirtschaftskooperation wurde innerhalb der Organisation immer öfter in Frage gestellt. Kritisiert wurde das Fehlen konkreter Ziele, von Prioritäten und langfristigen Projekten, der Mangel an Eigenmitteln und das Misslingen des Vorhabens, Großprojekte für die Region zu gewinnen. Wichtige Zielsetzungen und verabschiedete Resolutionen seien nicht ausreichend umgesetzt worden, hieß es. Auch fehle es in den Mitgliedsstaaten an Koordination und Kontrolle, der bürokratische Aufwand sei dafür umso größer.
Seit der Annexion der Krim 2014 durch Russland haben sich die Beziehungen zwischen Russland und westlichen Ländern sowie zwischen der EU und Russland stark verändert (siehe auch Deutsch-russische Beziehungen, Beziehungen zwischen Russland und den Vereinigten Staaten, NATO-Russland-Rat).
Die Beziehungen zwischen der Türkei (seit August 2014 von Präsident Erdogan regiert) und vielen westlichen Ländern haben sich ebenfalls verschlechtert (siehe auch Deutsch-türkische Beziehungen), ebenso die Beziehungen zwischen der Türkei und ihren NATO-Verbündeten.

## Organe
Organe der BSEC sind:
- Rat der Außenminister
- Ständiges Internationales Sekretariat (PERMIS), mit Sitz in Istanbul
- Parlamentarische Versammlung (PABSEC)
- Wirtschaftsrat (BSEC BC)
- Black Sea Trade and Development Bank (BSTDB)
- Internationales Schwarzmeer-Studienzentrum (ICBSS)

1998 entstand im Rahmen der BSEC das Netzwerk der Schwarzmeer-Universitäten.